# Subha

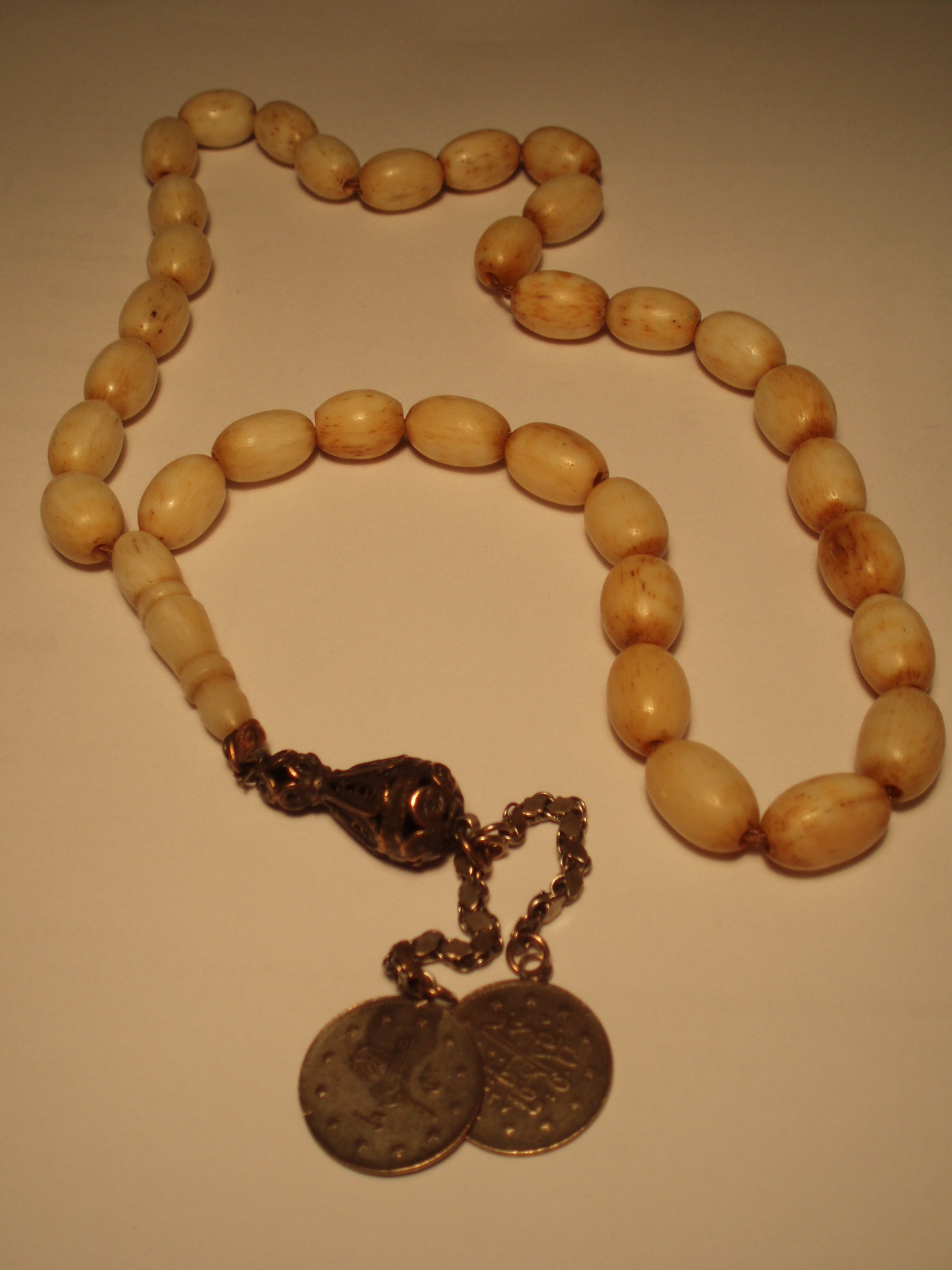
Tasbih (subha)

Subha (arab. ‏سبحة‎ – różaniec) lub tasbih (arab. ‏تسبيح‎) – muzułmański sznur modlitewny składający się z 33 paciorków lub z trzech części po 33 paciorki, pomagający w wymawianiu wszystkich 99 tzw. atrybutów (imion) Allaha. Subha jest używana niekiedy w czasie modlitwy salat, szczególnie w czasie postu i hadżdżu (pielgrzymki), gdy modlący się muzułmanin wychwala 99 „pięknych imion Boga” (Allaha). 
Subha może być wykonana z drewnianych paciorków, ale spotyka się także sporządzone z innych materiałów, obecnie najczęściej z tworzyw sztucznych. Radykalni wyznawcy islamu, zwłaszcza należący do wahhabitów, nie zezwalają na używanie subhy.